# الجدول الزمني للهندسة المعمارية

## العشرينيات من القرن الواحد والعشرين
2026 - من المتوقع أن يتم الانتهاء من ساغرادا فاميليا. من المتوقع أن تكتمل إقامة أوربيتا المقترحة.
2025 - من المتوقع أن يتم الانتهاء من برج مدينة دبي المقترح. إذا تم الانتهاء مع ارتفاع المخطط من 2,400 متر، فإنه يمكن أن يصبح أطول مبنى في العالم.

## 2010-2019
2019 - برج جدة في جدة المتوقع الانتهاء منه.
2018 - إعادة بناء مدينة القصر في برلين المتوقع الانتهاء منها.
2017 - قاعة إلب فيلهارمونيك في هامبورغ المتوقع للانتهاء.
2016 - من المتوقع أن يتم الانتهاء من منتدى بوينس آيرس في بوينس آيرس، وفاة زها حديد.
2015 - برج شنغهاي في شنغهاي، أطول مبنى في الصين والثاني طولا في العالم، المتوقع إتمامه، تشارلز كوريا يموت.
2013 - مركز تجاري[ ؟ ] عالمي مخصص في مدينة نيويورك.
2012 - وفاة أوسكار نيمير.
2011 - الانتهاء من برج الحمراء، أطول ناطحة سحاب في الكويت.
2010 - أصبح برج خليفة أطول بناء من صنع الإنسان في العالم، حيث يبلغ طوله 828 متر (2,717 قدم).

## 2000-2009
2009 - سيتي سنتر يفتح على قطاع لاس فيغاس[ ؟ ] في الجنة، نيفادا. هذا المشروع هو أكبر مشروع بنائي ممول من القطاع الخاص في تاريخ الولايات المتحدة.
2008 - «مكعب الماء»، «عش الطيور»، ومحطة السكك الحديدية الجنوبية، وغيرها من المباني في بكين، يجب الانتهاء منها من أجل دورة الألعاب الاولمبية الصيفية 2008.
2007 - تارالد لونديفال يكمل دار أوبرا[ ؟ ] أوسلو في أوسلو، النرويج.
2006 - يبدأ البناء على برج الحرية، في موقع مركز التجارة العالمي السابق.
2005 - كازا دا موسيكا يفتح في بورتو، البرتغال، صممه المهندس المعماري الهولندي ريم كولهاس مع مكتب العمارة[ ؟ ] متروبوليتان.
2004 - 30 سانت ماري أكس (المعروف أيضا باسم «غيركين» ومبنى السويسري ري)، التي صممها نورمان فوستر، الانتهاء في مدينة لندن.
2003 - تايبيه 101، التي صممها س.ي. لي آند بارتنرز متصدرا أعلى مبنى في العالم من 2004-2010 .
2002 - صالة نوم سيمونز هول، التي صممها المهندس المعماري ستيفن هول، التي أنجزت في معهد ماساتشوستس للتكنولوجيا.
2001 - المتحف اليهودي في برلين صممه دانيال ليبيسكيند كي يفتح للجمهور.
2000 - تم الانتهاء من أبراج الإمارات في دبي.

## 1990-1999
1999 - المتحف اليهودي ببرلين، الذي صممه دانيال ليبيسكيند اكتمل.
1998 - برجا بتروناس التوأم، كوالالمبور، ماليزيا، تم تصميمه من قبل سيزار بيلي وهو أطول مبنى في العالم من 1998-2004.
1998 - متحف كياسما للفن المعاصر من قبل ستيفن هول والمهندسين المعماريين، يفتح للجمهور.
1997 - متحف غوغنهايم بلباو صممه فرانك جهري.
1996 - أوسكار نيمير يكمل متحف نيتيروي للفن المعاصر في البرازيل.
1996 - مركز أرونوف للتصميم والفنون، جامعة سينسيناتي أكملهم بيتر إيسنمان.
1995 - ستيفن هول تبدأ بناء كنيسة القديس اغناطيوس في جامعة سياتل.
1994 - بناء مربع إشارة بازل من قبل هرتسوغ ودي مورون.
1993 - اكتمال مبنى أوميدا سكاي في مدينة أوساكا باليابان.
1992 - تم الانتهاء من مركز بنك أوف أمريكا[ ؟ ] للشركات في شارلوت بولاية شمال كارولينا.
1991 - تم الانتهاء من مبنى مطار ستانستيد في إسكس، إنجلترا، صممه نورمان فوستر.
1990 - فريدريك ويسمان متحف الفن، جامعة مينيسوتا التي أنهاها فرانك جيري.

## 1980-1998
1989 - تم فتح إضافة هرم إم. بي إلى متحف اللوفر.1988 - افتتح معرض موما العمارة ديكونستروكتيفيست.
1987 - راديو ريجا وبرج التلفزيون في ريغا، اكتمال لاتفيا.
1986 - تم الانتهاء من مبنى لويدز في لندن، الذي صممه ريتشارد روجرز.
1985 - تم الانتهاء من مبنى مقر هسك في هونغ كونغ، الصين من قبل نورمان فوستر.
1984 - افتتاح مبنى أت & تي فيليب جونسون في مدينة نيويورك.
1983 - افتتح منزل شانادو في كيسيمي.
1982 - مسابقة التصميم تقام لصالح بارك دي لا فيليت في باريس.
1981 - ريتشارد سيرا يقوم بتثبيت قوس مائل في الفيدرالية بلازا في مدينة نيويورك. تم إزالة النحت في عام 1989
.1980 - تم إنشاء مكان سانتا مونيكا من قبل فرانك جهري.

## 1970-1979
1979 - تشارلز مور يصمم ساحة إيطاليا في نيو أورليانز.
1978 - وفاة تشارلز ايمز.
1977 - فرانك جهري يعيد تصميم منزله في سانتا مونيكا، كاليفورنيا.
1976 - ذي باربيكان إستات، التي صممها تشامبرلين، باول وبون، يفتح في مدينة لندن.
1976 - برج ن في تورونتو يفتح كأطول مبنى قائم بذاته على الأرض.
1975 - الانتهاء من برج سيول في سيول، كوريا الجنوبية.
1974 - مبنى الجمعية الوطنية في دكا، بنغلاديش.
1973 - افتتحت أبراج مركز التجارة العالمي، التي صممها مينورو ياماساكي، في نيويورك.
1972 - اكتمال الهرم ترانزامريكا في سان فرانسيسكو، كاليفورنيا، التي صممها وليام بيريرا.
1971 - اكتمال مصلى روثكو في هيوستن، تكساس، التي صممها مارك روثكو وفيليب جونسون.
1970 - يبدأ البناء على برج سيرز في شيكاغو، صممه بروس غراهام وفازلور خان (من سكيدمور، أوينغز وميريل).

## 1960-1969
1969 - يموت لودفيغ ميس فان دير روه والتر غروبيوس.
1968 - الانتهاء من معرض ميس فان دير روه الوطني الجديد في برلين.
1967 - معرض اكسبو 67 في مونتريال يميز الجناح الأمريكي، والقبة الجيوديسية التي صممها باكمينستر فولر، والمجمع السكني هابيتات 67 الذي صممه موشيه سافدي.
1966 - الانتهاء من قوس بوابة من قبل إيرو سارينن في سانت لويس بولاية ميسوري.
1965 - ناسا كيب كانافيرال فاب، وبرج نياجرا سكايلون، وحديقة لاف فيلادلفيا، وبرج تل أبيب شالوم مئير ومعهد سالك كلها مفتوحة.
1964 - يرأس ونيسفير معرض نيويورك العالمي.
1963 - تم الانتهاء من قصر الجمعية في تشانديغار، الهند.
1962 - نزل أوريندا اند أوريندا من قبل تشارلز دبليو مور يكتمل.
1962 - يتم فتح إبرة الفضاء سياتل ومحطة توا بواسطة سارينن في جفك.
1961 - لويس كان ينهي مبنى ريتشاردز الطبي في جامعة بنسلفانيا في فيلادلفيا.
1960 - لوسيو كوستا وأوسكار نيمير خطة مباني برازيليا، عاصمة جديدة للبرازيل.

## 1950-1959
1959 - تم الانتهاء من متحف غوغنهايم فرانك لويد رايت في مدينة نيويورك بعد 16 عاما من العمل على المشروع.
1958 - تم الانتهاء من مبنى سيغرام في نيويورك صممه لودفيج ميس فان دير روه وفيليب جونسون.
1957 - معرض إنتيرباو 57 في برلين يتميز بمباني ألفار آلتو، والتر غروبيوس وله المعماريين التعاونيين (تاك)، وحدة بواسطة لو كوربوزييه.
1956 - تم الانتهاء من قاعة التاج في معهد إلينوي للتكنولوجيا، شيكاغو، التي صممها ميس فان دير روه.
1955 - الانتهاء من كنيسة لو كوربوزييه نوتردام دو هوت في رونشامب، فرنسا.
1954 - لويس كان ينهي معرض الفنون بجامعة ييل في نيو هافن، كونيتيكت، الولايات المتحدة الأمريكية.
1953 - الانتهاء من مقر الأمم المتحدة في نيويورك من قبل فريق التصميم الذي يرأسه والاس هاريسون وماكس أبراموفيتز.
1952 - لو كوربوزييه يكمل وحدة السكن في مرسيليا.
1951 - تم الانتهاء من شقق ليك شور دريف في ميس شيكاغو فان دير روه في شيكاغو.
1950 - إيمس هاوس الانتهاء في سانتا مونيكا، كاليفورنيا، التي صممها تشارلز وراي ايمز.

## 1940-1949
1949 - بيت زجاجي في نيو كنعان، كونيتيكت صممه فيليب جونسون.
1948 - بيترو بيلوشي يكمل البناء الملائم في بورتلاند، ولاية أوريغون.
1947 - ألفار آلتو يبني بيكر منزل في معهد ماساتشوستس للتكنولوجيا.
1946 - وضع لو كوربوزييه خططا لروشيل-لا باليس، في حين أحبطت جهوده لإعادة تصميم سانت دي دي فوس (كلتا المدينتين في فرنسا).
1945 - جون إنتنزا يطلق برنامج منازل دراسة الحالة من خلال منصبه كرئيس تحرير مجلة الفنون والعمارة.
1944 - فرانك لويد رايت يبني برج البحوث لمقره جونسون في راسين، ويسكونسن.
1943 - أوسكار نيمير يكمل مشروعه بامبولها في البرازيل.
1942 - فيشي يرفض خطة أوبوس إ لو كوربوزييه للجزائر العاصمة.
1941 - يقدم لو كوربوزييه خدماته لنظام فيشي.
1940 - وفاة بيتر بهرنز.

## 1930-1939
1939 - المعرض العالمي لعام 1939 في نيويورك يتضمن الجناح الفنلندي من ألفار آلتو والجناح البرازيلي من قبل لوسيو كوستا وأوسكار نيمير.
1938 - فرانك لويد رايت يشتري 800 فدانا (3.2 كم) من الأراضي 26 ميلا بعيدا عن فينيكس، ويبدأ في بناء تاليسين الغربية، منزل الشتاء، في سكوتسديل، أريزونا، الولايات المتحدة الأمريكية.
1937 - رايت يكمل منزله فالينغواتر، في بير رن، بنسلفانيا.
1936 - فرانك لويد رايت يصمم له ضخمة المظهر جونسون الشمع المقر الرئيسي في راسين، ولاية ويسكونسن، الولايات المتحدة الأمريكية.
1935 - تم الانتهاء من مبنى المحكمة العليا[ ؟ ] في الولايات المتحدة الأمريكية كاس جيلبرت بعد وفاته.
1934 - يضع فرانك لويد رايت خططا لمدينة بروداكر، وهي مدينة حضرية لامركزية.
1933 - إغلاق باوهاوس تحت ضغط النازية.
1932 - متحف الفن الحديث (موما) في نيويورك يحمل معرضه على العمارة الحديثة، صاغ مصطلح «النمط الدولي».
1931 - مبنى إمباير ستيت، الذي صممه شريف، لامب وهارمون، يصبح أطول مبنى في العالم.
1930 - ويليام فان ألين يكمل مبنى كرايسلر، وهو ناطحة سحاب آرت ديكو في مدينة نيويورك، الولايات المتحدة الأمريكية.

## 1920-1929
1929 - بارسيلونا بافيليون التي صممها لودفيغ ميس فان دير روه.
1929 - فيلا سافوي صممه لو كوربوزييه.
1928 - هيكتور غيمارد يبني آخر منزل له في باريس.
1927 - معرض ويسنهوف العقاري، وهو معرض لمنازل الشقق التي صممها كبار المهندسين المعماريين الحديثين، الذي عقد في شتوتغارت، ألمانيا.
1926 - أنطوني غاودي ولويس ماجوريل يموتان.
1925 - باوهاوس في ديساو صممه والتر غروبيوس.
1924 - جيريت ريتفيلد يكمل منزل شرودر في أوتريخت.
1923 - لي كوربوزييه ينشر فيرس ون العمارة (نحو العمارة)، ملخصا لأفكاره.
1922 - نصب للثالث الدولي صممه فلاديمير تاتلين (غير مبنية).
1921 - فرانك لويد رايت يكمل منزله هوليهوك ل ألين بارنسدال في لوس انجليس، التي بدأت في عام 1917.
1920 - اكتمال برج آينشتاين في بوتسدام، الذي صممه إريش مندلسون.

## 1910-1919
1919 - يبدأ البناء في هاول لويس شاي ومتحف فيلادلفيا للفنون جوليان أبيلي.
1918 - ميلاد جورن أوتزون، مصمم دار أوبرا سيدني.
1917 - منزل جورج (بيت الفن الحديث) ومبنى سكني في نانسي، مورت وموزيل تضررت بشدة من القذائف القتالية، ولكن سيتم إعادة بنائها بالضبط كما كان من قبل في عام 1922
1916 - حركة دي ستيجل تأسست في هولندا.
1915 - لو كوربوزييه يكمل دراسات عن دوم-إينو منازله.
1914 - والتر غروبيوس يصمم مصنع فاغوس.
1913 - كاس جيلبرت يكمل مبنى وولورث في نيويورك.
1912 - فرانك لويد رايت يبدأ العمل في مسرح أفري كونلي، ريفرسايد، إلينوي.
1911 - جوزيف هوفمان يكمل قصر ستوكليه في بروكسل.
1910 - جاودي ينتهي من كاسا ميلا في برشلونة.

## 1900-1909
1909 - فرانك لويد رايت يكمل منزل روبي بالقرب من شيكاغو.
1908 - أدولف لوس ينشر مقالته «الزخرفة والجريمة».
1907 - جاودي يكمل كاسا باتلو في برشلونة.
1906 - لوسيان ويسنبرغر يكمل منزله، وهو مثال صارخ على نمط الفن الحديث في نانسي، مورت وموزيل.
1904 - أوتو فاغنر يكمل مكتب بنك الادخار مصرف الادخار في فيينا.
1903 - جوزيف هوفمان ينهي بيت موسر في فيينا.
1902 - اكتمال نظام السكك الحديدية فيينا ستادتبان أوتو واغنر.
1901 - جون مكارثر، الابن، يكمل الثانية على غرار الإمبراطورية فيلادلفيا قاعة المدينة، أطول مبنى البناء في العالم.
1900 - تم بناء غار دي -أورساي، وهو الآن متحف موسي دي-أورساي الشهير في باريس من قبل فيكتور لالوكس.

## 1890-1899
1899 - هيكتور غيمارد مكلف بتصميم الأديكليات ل ميتروبوليتاين باريس، التي أصبحت سمة مميزة من تصميم الفن الحديث.
1898 - تصميم فيكتور هورتا لمنزله، والآن متحف هورتا.
1897 - هندريك بيرلاج يصمم بورصة أمستردام.
1896 - يوجين فالين يكمل منزله واستوديوه في نانسي (فرنسا)، وهي الأولى من العديد من هياكل الفن الحديث بنيت هناك من قبل أعضاء مدرسة نانسي.
1895 - تم الانتهاء من بيلتمور العقارية، أكبر منزل في الولايات المتحدة الأمريكية، لعائلة فاندربيلت في آشفيل بولاية شمال كارولينا.
1894 - لويس سوليفان يبني بناء مضمون في بوفالو، نيويورك، الولايات المتحدة الأمريكية.
1893 - فيكتور هورتا يبني ما يعتبر على نطاق واسع أول هيكل الفن الحديث الكامل، فندق تاسيل، في بروكسل.
1892 - المهندس المعماري المعاصر ريتشارد نيوترا ولد.
1891 - لويس سوليفان يكمل مبنى وينرايت في سانت لويس.
1890 - لويس سوليفان ودانكمار أدلر بناء مبنى المحاضرة في شيكاغو.

## 1880-1889
1889 - معرض باريس 1889 يعرض بعض التقنيات الجديدة للحديد والصلب والزجاج، بما في ذلك برج ايفل.
1888 - يعرض إكسبوسيسيون ونيفرزال دي بارسيلونا (1888) العديد من المباني التي كتبها لويس دومينيش ط مونتانر والمهندسين المعماريين الكاتالونية الأخرى.
1887 - تم الانتهاء من متجر H. مارشال في ريتشاردسون في شيكاغو.
1886 - ولد لودفيغ ميس فان دير روه.
1885 - ويليام لي بارون جيني يبني أول ناطحة سحاب معدنية الإطار، ومبنى التأمين المنزل، في شيكاغو.
1884 - يتم منح غاودي لجنة ساغرادا فاميليا في برشلونة، والتي سيعمل بها حتى عام 1926.
1883 - أنتوني جاودي يكمل كاسا فيسنس في برشلونة.
1881 - متحف التاريخ الطبيعي في لندن يفتح.
1880 - اكتمال كاتدرائية كولونيا أخيرا بعد 632 سنة.

## 1870-1879
1879 - ينضم لويس سوليفان إلى شركة دانكمار أدلر في شيكاغو.
1878 - يبدأ العمل على هيرنشيمزي في بافاريا، التي صممها جورج دولمان.
1877 - محطة سكة حديد بانكراس في لندن، من قبل السير جورج جيلبرت سكوت، اكتمال.
1876 - الانتهاء من البناء على بايرويت فيستسبيلهاوس، التي صممها غوتفريد سيمبر.
1875 - اكتمال الأوبرا جارنييه في باريس.
1874 - الانتهاء من مبنى ولاية كاليفورنيا في ساكرامنتو، كاليفورنيا.
1873 - بنيت كنيسة الاسكتلنديين في ملبورن، أستراليا.
1872 - تم افتتاح النصب التذكاري ألبرت في لندن، الذي صممه السير جورج جيلبرت سكوت.
1871 - حريق شيكاغو العظيم يدمر معظم المدينة، مما أثار طفرة البناء هناك.
1870 - ولادة أدولف لوس.

## 1860-1869
1869 - ولادة جورج بيت.
1868 - ولد بيتر بهرنز.
1868 - أعيد بناء جيونج بوكجونج الكورية.
1867 - ولد فرانك لويد رايت. ويليام لي بارون جيني يفتح ممارسته المعمارية في شيكاغو.
1866 - الانتهاء من فندق سانت بانكراس في لندن من قبل السير جورج جيلبرت سكوت.
1865 - ولادة المهندس المعماري الفرنسي بول شاربونييه.
1864 - ولد المهندس المعماري الفرنسي الفن الحديث جولز لافيروت.
1863 - يو.س. كابيتول بناية القبة في واشنطن[ ؟ ] العاصمة.
1862 - يبدأ البناء في قاعة قراءة هنري لابروست في المكتبة الوطنية الفرنسية (موقع ريتشيليو).
1861 - ولد فيكتور هورتا.
1860 - بدأ البناء في لونغوود، أكبر إقامة مثمنة في الولايات المتحدة الأمريكية، في ناتشيز، ميسيسيبي.

## 1850-1859
1859 - ولادة لويس ماجوريل وكاس جيلبرت.
1858 - فازت مسابقة تصميم سنترال بارك في نيويورك بفريدريك لو أولمستيد وكالفيرت فو.
1857 - تأسيس المعهد الأمريكي للمهندسين المعماريين.
1856 - ولد لويس سوليفان ويوجين فالين.
1855 - تم بناء قصر دي - إندوستري من أجل المعرض العالمي في باريس.
1853 - يصبح بارون هوسمان حاكما لحي السين، ويبدأ تجديداته الحضرية الواسعة في باريس.
1852 - ولد أنتوني جاودي.
1851 - قصر كريستال صممه جوزيف باكستون.
1850 - لويز دومينيتش يولد مونتانر وجون و.

## 1840-1849
1849 - تم نشر المصابيح السبعة للهندسة المعمارية من جون روسكين.
1848 - يبدأ البناء في نصب واشنطن في واشنطن العاصمة، على الرغم من أنه لن يكتمل حتى عام 1885.
1847 - 24 أغسطس، ولادة تشارلز فولن ماكيم (توفي 1909).
1846 - 4 سبتمبر، ولادة دانيال بورنهام من شركة بورنهام وروت.
1845 - تم الانتهاء من ساحة ترافلغار في لندن، التي صممها تشارلز باري وجون ناش.
1844 - كاتدرائية أوسبنسكي في خاركيف، اكتمال أوكرانيا.
1843 - يبدأ البناء في مكتبة هنري لابروست سينت جينفييف في باريس.
1842 - تم تكريس كنيسة لا مادلين أخيرا في باريس ككنيسة.
1841 - ولادة أوتو فاغنر.
1840 - البناء يبدأ في مجلس النواب في لندن، التي صممها السير تشارلز باري وأغسطس ويلبي نورثمور بوجين.

## 1830-1839
1839 - ميلاد فرانك فورنيس في فيلادلفيا.
1838 - تم بناء ريدياو هول من قبل المهندس المعماري الإسكتلندي توماس ماكاي.
1837 - تأسس المعهد الملكي للمهندسين المعماريين البريطانيين (ريبا).
1836 - A.W.N. بوجين ينشر له التباين، أطروحة على الأخلاق الكاثوليكية، العمارة القوطية.
1835 - نيو أورليانز النعناع، داهلونيغا النعناع، شارلوت النعناع كلها مصممة من قبل ويليام ستريكلاند والبدء في إنتاج. القطع النقدية في ثلاث سنوات.
1834 - ولد ألفريد بي. موليت، مصمم كل من سان فرانسيسكو وكارسون سيتي مينتس في الولايات المتحدة الأمريكية، في بريطانيا.
1833 - ويليام ستريكلاند يكمل أول مبنى نعناع فيلادلفيا.
1832 - ولد وليام لي بارون جيني.
1830 - تم الانتهاء من متحف ألتس في برلين، الذي صممه كارل فريدريش ششينكل بعد سبع سنوات من البناء.

## 1820-1829
1829 - افتتح بانوبتيكون وتصميم سجن الدولة الشرقية في فيلادلفيا، التي صممها جون هافيلاند.
1828 - الانتهاء من قوس الرخام في لندن، الذي صممه جون ناش.
1827 - ولد ويليام بورجس، مهندس معماري غوثيك ريفيفال في بريطانيا.
1826 - اكتمال جسر ميناى المعلق على مضيق ميناي في ويلز، الذي صممه توماس تيلفورد.
1825 - يتم إضافة الأبراج الأمامية والخلفية للبيت الأبيض إلى المبنى.
1824 - تم الانتهاء من فندق شيلبورن في دبلن، أيرلندا.
1823 - يبدأ العمل في المتحف البريطاني في لندن، صممه (السير) روبرت سميرك.
1822 - ولادة مهندس المناظر الطبيعية فريدريك لو أولمستد.
1821 - الانتهاء من كارل فريدريش ششينكل له ششوسبيلهاوس في برلين وبنيتامين لاتروب في بالتيمور باسيليكا .
1820 - وفاة بنيامين لاتروب.

## 1810-1819
1819 - ميلاد المهندس المعماري الإنجليزي هوراس جونز.
1818 - ميلاد المهندس المعماري الأمريكي جيمس رينويك، الابن.
1817 - تم تصميم معرض الصور دولويتش في لندن من قبل السير جون سوين كأول معرض للفنون بنيت لهذا الغرض.
1816 - تم افتتاح جسر ريجنت، الذي يعبر نهر التايمز في وسط لندن، والذي صممه جيمس ووكر.
1815 - تم تصميم برايتون بافيليون من قبل جون ناش للمستقبل الملك جورج الرابع.
1814 - القوات البريطانية تحرق البيت الأبيض في واشنطن العاصمة، وتدمرها تماما.
1813 - وفاة الكسندر ثيودور برونجنيارت.
1812 - تم الانتهاء من القاعة المصرية في لندن، التي صممها بي. ف. روبنسون.
1811 - تم الانتهاء من مبنى الكابيتول الأمريكي، الذي صممه بنيامين لاتروب.
1810 - تم الانتهاء من بورصة سانت بطرسبرغ القديمة، التي صممها جان فرانسوا توماس دي ثومون.

## 1800-1809
1809 - ولادة مخطط المدينة بارون هوسمان.
1808 - يبدأ البناء في بورصة باريس، صممه الكسندر ثيودور برونجنيارت.
1807 - تيمبلو دي نيسترا سينيورا ديل كارمن في سيلايا، غواناجواتو، المكسيك.
1806 - قوس النصر، باريس من جان تشالغرين بتكليف من نابليون بونابرت.
1805 - تم الانتهاء من قناة إلزمر، التي صممها توماس تيلفورد.
1804 - إكمال مبنى الحكومة في جزر البهاما.
1803 - تم الانتهاء من راج بهافان في كلكتا، بنغال الغربية، الهند.
1802 - تم الانتهاء من معبد القديس فيليب نيري في غوادالاخارا، جاليسكو، المكسيك.
1801 - ولادة هنري لابروست.
1800 - الانتهاء من البيت الأبيض في واشنطن العاصمة من قبل فريق من العملاء جورج واشنطن، مخطط بيير إل -إنفانت، والمهندس المعماري جيمس هوبان.

## 1790-1799
1799 - وفاة الفرنسي الكلاسيكي الجديد إتيان لويس بولي.
1798 - كارلسروه كنيس، وعادة ما يعتبر أول مبنى من عمارة النهضة المصرية، التي بناها فريدريش واينبرينر في كارلسروه.
1797 - تم الانتهاء من ديثرينغتون الكتان مطحنة، في شروزبري، إنجلترا، أقدم مبنى على قيد الحياة الحديد المؤطرة في العالم،
1796 - بيت سومرست في لندن، الذي صممه ويليام تشامبرز.
1795 - ميلاد المهندس المعماري الإنجليزي تشارلز باري.
1794 - حصن هواسونغ في سوون، كوريا.
1793 - أقيمت في الشرق القديم أقدم مبنى جامعي في الولايات المتحدة الأمريكية في حرم جامعة شمال كارولينا[ ؟ ] في تشابل هيل.
1792 - يبدأ السير جون سوين العمل في منزله في لندن، في وقت لاحق متحف السير جون سوان.

## 1780-1789
1789 - اكتمال جاك-جيرمان سوفلوت بانثون في باريس من قبل طالبه جان باتيست رونديليت.
1786 - اكتمال قصر بيليفو في برلين، الذي صممه فيليب دانيال بومان.
1782 - ألكسندر-ثيودور برونجنيارت يدعى المهندس المعماري والمراقب العام لالمهنية العسكرية في باريس.
1780 - 29 أغسطس - وفاة جاك جيرمان سوفلوت (ب 1713).

## 1770-1779
لا شيء معروف

## 1760-1769
1768 - تم الانتهاء من بيتت تريانون في فرساي.
1767 - أرج من كريم خان.
1766 - اكتمال بيت الفراولة هيل هاوس في لندن هوراس والبول.
1764 - البناء يبدأ في كنيسة لا مادلين، باريس.

## 1750-1759
1753 - تم الانتهاء من مبنى ولاية بنسلفانيا الدولة الجورجية، (قاعة الاستقلال) في فيلادلفيا، بنسلفانيا.
1750 -أهوم مومومينتس - رانغار في إيسترنانديا.

## 1740-1749
1743 - اكتمال درسدن فراينكيريش، درسدن، ألمانيا.

## 1730-1739
1739 - ولد ألكسندر-تيودور برونجنيارت .
1735 - بني قصر باكنغهام.

## 1720-1729
1729 - كنيسة المسيح، سبيتالفيلدس في لندن.
1726 - هدمت بقايا قلعة ليفربول.
1724 - الانتهاء من بناء قصر بلينهايم.
1723 - تم تصميم منزل مافيسبانك في لوانهيد، اسكتلندا.

## 1710-1719
لا شيء معروف

## 1700-1709
1708 - اكتمال كاتدرائية القديس بولس في لندن، التي صممها كريستوفر رين.
1705 - نوفمبر: في وليامزبرج، عاصمة مستعمرة فرجينيا في أمريكا، تم بناء مبنى الكابيتول.
1704 - تم الانتهاء من ست ماغنوس الشهيد في لندن.
1702 - اكتمال ثوماسكيرش في لايبزيغ، ألمانيا.

## القرن ال 17
التسعينيات - تم الانتهاء من قصر بوتالا في التبت.
التسعينيات - مدينة نوتو، إيطاليا، في صقلية، دمرها زلزال (1693)، ويبدأ برنامج إعادة البناء على الطراز الباروكي.
الثمانينيات - كنيسة ليس إنفاليديس، باريس بنيت من قبل جولز هاردوين-مانزارت.
السبعينات - اكتمل المرصد الملكي غرينتش في لندن، الذي صممه كريستوفر رين (1676).
الستينات - لويس الرابع عشر، مع المهندس المعماري جولز هاردوين مانسارت، يبدأ توسيع قصر فرساي (1661).
الخمسينيات - الانتهاء من كنيسة سانتانييس في أغون في روما، التي صممها بوروميني وكارلو رينالدي.
الأربعينيات - بوروميني يبني الكنيسة سانت ليفو -ألا سابينزا في روما.
الثلاثينيات - قام الإمبراطور شاه جهان ببناء تاج محل في أغرا، الهند.
الثلاثينيات - بوروميني يبني الكنيسة سان كارلو ألي كواترو فونتين في روما.
العشرينات - اكتمال كنيسة القديس بطرس في مدينة الفاتيكان (1626).
العشر الأوائل - محمد رضا أصفهاني يبني ساحة نغش - جهان في أصفهان، إيران.
(1609-1600) - شيد جسر 33 بول في أصفهان، إيران.

## القرن ال 16
التسعينيات- ولدت بيرنيني وبوروميني.
الستينيات- يبدأ العمل على بالاديو فيلا كابرا «لا روتوندا».
الثلاثينيات - يبدأ العمل على ساحة ميكلانجيلو في ساحة ديل كامبيدوجليو (كابيتولين هيل).
 العشرات- يبدأ البناء في تشاتيو تشامبورد.
 بداية القرن- البناء يبدأ في كاتدرائية القديس بطرس. ولدت أندريا بالاديو.

## القرن ال 15
الثمانينيات- تم نشر أطروحة فيتروفيوس دي أرتشيتكتورا وليون باتيستا ألبيرتي' إس دي ري إديفيكاتوريا، التي كانت موجودة سابقا فقط في المخطوطة.
 العشرينيات- اكتمال المدينة المحرمة في الصين.
 بداية القرن- اكتمال تشانغديو كجونغ كوريا.

## القرن ال 14
هندسة القرن الرابع عشر

## القرن ال 13
الستينيات- تم الانتهاء من مسجد فكر الدين في سلطنة مقديشو.
 الأربعينيات- وضع حجر الأساس لكاتدرائية كولونيا في كولونيا.

## القرن ال 12
التسعينيات - بدأ بناء قطب مينار في الهند.
 التسعينيات- يبدأ البناء على الشكل الحالي لكاتدرائية تشارترس بعد نشوب حريق.
الأربعينيات - سكر أبوت يشرف على إعادة بناء القديس دينيس على الطراز القوطي.
الثلاثينيات - يبدأ العمل في باسيليك سانت دينيس في فرنسا.
بداية القرن - ينغزاو فاشي كتبه لي جي نشر خلال منتصف اسرة سونغ، مجموعة هامة من معايير البناء.

## القرن ال 11
التسعينيات - تأسست كاتدرائية دورهام .
السبعينيات - بدأ بناء كاتدرائية سانت ألبانز؛ من أول الحطام الناشئ عن العصر الروماني.
الخمسينيات - كنيسة غرينستيد بنيت، أقدم كنيسة على قيد الحياة (تم إصلاحها تماما) في العالم، وربما أقدم مبنى خشبي في أوروبا.
الثلاثينيات - غانغايكوندا تشولابورام التي بناها مملكة راجندرا تشولا الأول تحت سلالة تشولا @ تاميل نادو، جنوب الهند. الجرانيت هيكل الحجر. لا أجزاء خشبية والمعدنية المستخدمة في الهيكل.
بداية القرن - معبد بريهاديسوارار بناها مملكة رجاء رجاء تشولا الأول تحت سلالة تشولا @ تاميل نادو، جنوب الهند. الجرانيت هيكل الحجر. لا أجزاء خشبية والمعدنية المستخدمة في الهيكل.

## الألفية الأولى بعد الميلاد
905 - بنيت كاتدرائية آخن. التجديدات الرئيسية في القرن العاشر.
القرن 19 - بني دير أختالا، وتهدف إلى قلعة.
848 - بنيت سان ميغيل دي ليلو على الطراز النمساوي قبل الرومانية من إسبانيا.
القرن 8 - شيدت سيوكورام من كوريا .
القرن 7 - شيدت كنيسة سانت هريبسيمي، واحدة من أقدم الكنائس على قيد الحياة في العالم.
القرن 6 - بنيت آيا صوفيا في شكلها الحالي. بقايا، سقف، الجمالون، إلى داخل، دير سانت كاترين.
495-504 - كنيسة سانت أبولينار نوفو في رافينا.
470 - كنيسة سانت مارتن.
432 - 40 سانت ماريا ماغيور وسانت سابينا.
القرن 5 - ماهاباليبورام هي مدينة الميناء القديمة في جنوب شرق الهند تم بناء من قبل ماهندرافارمان أنا وابنه ناراسيمهافارمان أنا تحت بالافا المملكة وتاميل نادو وجنوب الهند.
330 - القديس بولس خارج الجدران.
325 - سانت بيترز القديمة.
320 - بناء أرتشباسيليكا القديس يوحنا لاتيران بدأ باستخدام المعايير التي ستتبع في تصاميم البازيليكا في المستقبل.
315 - قوس قسنطينة ديكاتد إلى معركة جسر ميلفيان.
312 - بنيت الكنيسة القسنطينة باسيليكا في ترير، أولا بالاتينا. بدأت كاتاكومب من فيا لاتينا.
307-312 - باسيليكا ماكسنتيوس.
القرن 4 - بني نالاندا، وهو مركز قديم للتعليم العالي، في إمبراطورية غوبتا في الهند.
262 - الانتهاء من قوس غالينوس في روما.
231 - كنيسة دورا - يوروبوس، في سوريا. بني منزل ج. 200 يمكن تحويله إلى كنيسة مسيحية.
224 - كنيسة دورا-يوروبوس واحدة من أقدم المعابد اليهودية.
211 - أرشيف دروسوس في روما.
203 - انتهاء قوس سيبتيميوس سيفيروس.
212-16 - حمامات كركلا.
 296-306 حمامات دقلديانوس.
193 - عمود ماركوس أوريليوس مخصص في روما.
134 - انتهاء بونتي سانت أنجلو عبر تيبر في روما.
118-28 البانتيون، روما، اكتمال القبة .
113 - عمود تراجان مخصص في روما.
104-6 - جسر ألكانتارا وهو جسر روماني متعدد مقوس فوق نهر تاغوس في إسبانيا.
82 - قوس تيتوس قطعة أثرية من «فترة الهيكل» وبداية الشتات اليهودي.
100s - بني البانتيون، روما .
1-99 م - الأباطرة فيسباسيان وتيتوس قاموا ببناء الكولوسيوم في روما.

## الألفية الأولى قبل الميلاد
1-99 ق.م - فيتروفيوس يكتب دي أرتشيتكتورا.يبدأ توسع معبد هيرودس العظيم . بونت دو غارد، بروفانس، فرنسا. بونس، فابريسيوس، أقدم حجر روماني في روما، إيطاليا، (62، بك).
القرن 1 - عبر تيبر في إيطاليا: بونتي ميلفيو هو الجسر الثاني في هذا الموقع (115 قبل الميلاد). بونس، أميليوس، نوكأ، أقدم جسر روماني في روما، (126، بك).
القرن 2 - اكتمل إريكثيون في أثينا (206 قبل الميلاد).
القرن 3 - تاكشاشيلا، واحدة من أوائل معاهد التعليم (وفقا لبعض المؤرخين) [من؟]، الذي بني في شبه القارة الهندية.
القرن 4 - الانتهاء من الشكل النهائي للبارثينون في أثينا (432 قبل الميلاد). بناء باتاليبوترا (باتنا الحديثة) في إمبراطورية ماغادا (شبه القارة الهندية) بدأت (490 قبل الميلاد).
القرن 5 - بدأ العمل الذي في بيرسيبوليس (515 قبل الميلاد).
القرن 7 - وفقا للأسطورة، تأسست مدينة روما (753 قبل الميلاد).
القرن 9 - بني أقرب معبد يوناني في ساموس مع بعض تأطير الأخشاب على أساس ميجاران ميسينيان.

## الألفية الثانية قبل الميلاد
القرن 16 - البناء النهائي لستونهنج .
القرن 17 - راجاغريها، الأيام الحديثة راجير، عاصمة الإمبراطورية الأسطورية من ماغادها يحكمها الملك وهي شبه جزيرة جراسنده التي بنيت في شمال الهند.
القرن 18 - تم بناء الهرم المصري الأخير في حوارة[ ؟ ].

## الألفية الثالثة قبل الميلاد
القرن 26 - بنيت موهينجو-دارو، المدينة القديمة في الهند وباكستان الحديثة . بني الهرم الأكبر من الجيزة[ ؟ ] في مصر. هرم دجوسر شيد في مصر.
القرن 28 - (2900-1600 قبل الميلاد) ثقافة لونغشان في الصين. أمثلة في مقاطعات شاندونغ وخنان وجنوب شنشى وشانشى.

## العصر الحجري الحديث
الألف الرابعة قبل الميلاد - بنيت هارابا، المدينة القديمة.
الألف الخامسة قبل الميلاد - (5000 - 3000 قبل الميلاد) ثقافة يانغشاو في الصين.
الألف السادسة قبل الميلاد - (6000 - 2000 قبل الميلاد) ظهور إطارات خشبية في العمارة الصينية بما في ذلك استخدام نقر وخيط نجارة لبناء المنازل الخشبية.
الألف السابعة قبل الميلاد - شيدت كاتال هيوك في الأناضول من دون شوارع.
الألف الثامنة قبل الميلاد - الهندسة المعمارية لاهوراديوا في سهول الغانج في الهند. في وقت مبكر مهرغاره مواقع الاستيطان في شبه القارة الهندية. أقدم المواقع في المدينة مع الأحياء السكنية البسيطة في جارمو وأريحا وعين غزال على بلاد الشام.
الألف العاشرة قبل الميلاد - غوبيكلي تيب في تركيا، وهي بنية قديمة يعتقد أنها أول مكان للعبادة.